# 1944年臺灣
|        | 臺灣歷史 \| 台灣歷史年表 |
| 世纪： | 19世纪臺灣 \| 20世纪臺灣 \| 21世纪臺灣 |
| 年代： | 1910年代臺灣 \| 1920年代臺灣 \| 1930年代臺灣 \| 1940年代臺灣 \| 1950年代臺灣 \| 1960年代臺灣 \| 1970年代臺灣                                           |
| 年份： | 1939年臺灣 \| 1940年臺灣 \| 1941年臺灣 \| 1942年臺灣 \| 1943年臺灣 \| 1944年臺灣 \| 1945年臺灣 \| 1946年臺灣 \| 1947年臺灣 \| 1948年臺灣 \| 1949年臺灣 |
| 纪年： | 甲申年（猴年）、日本昭和19年 |

## 政府

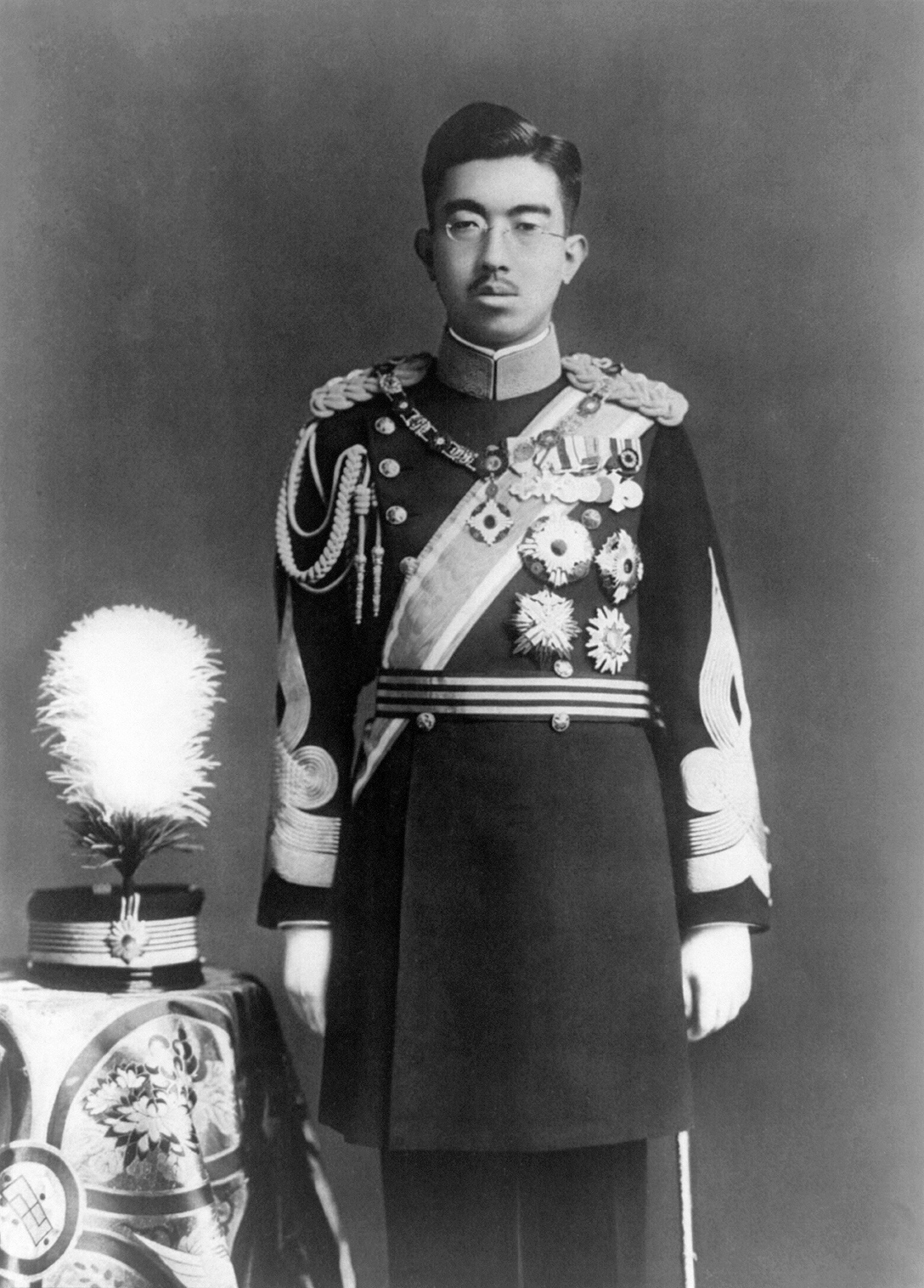
天皇：昭和天皇
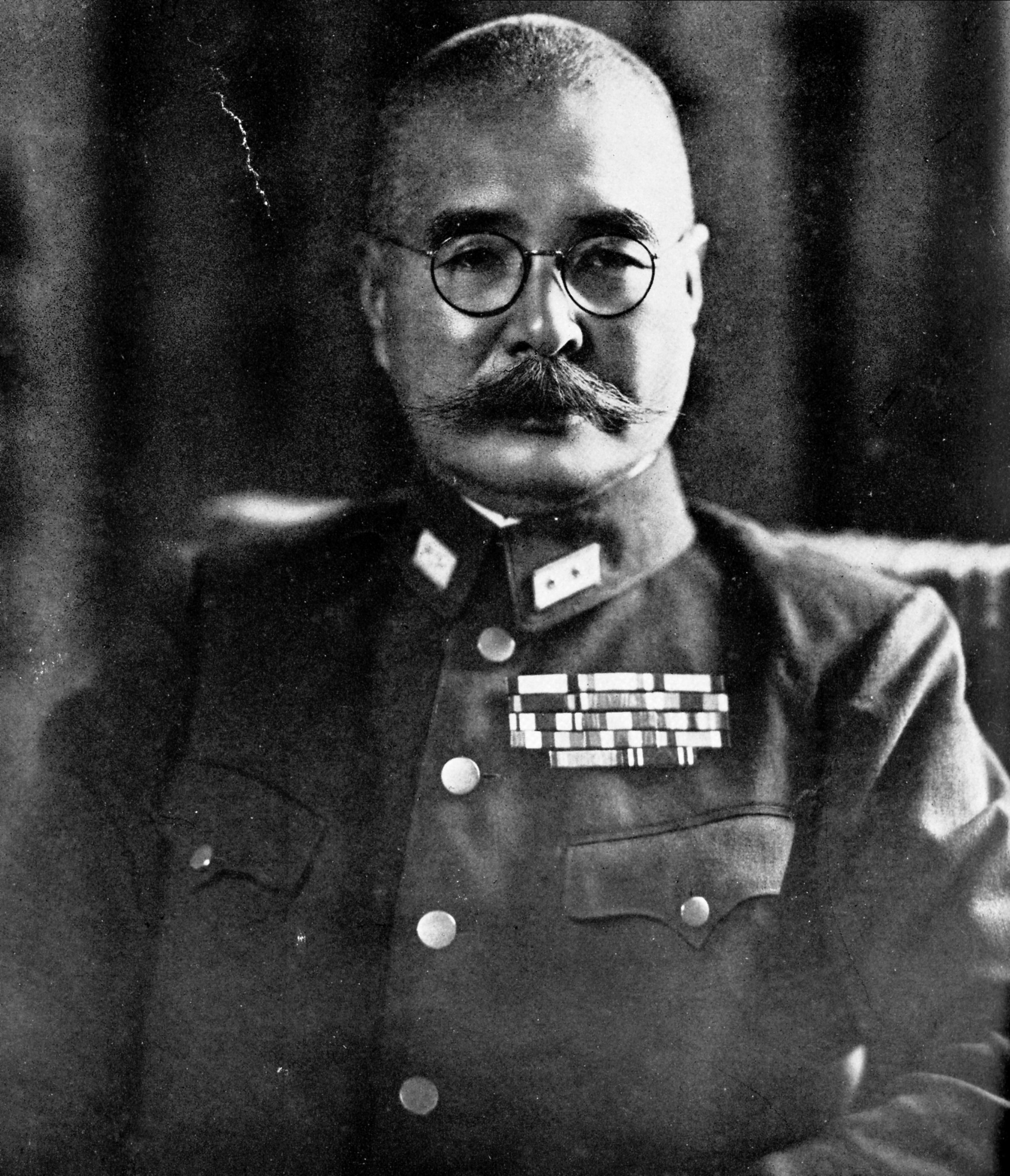
臺灣總督：安藤利吉
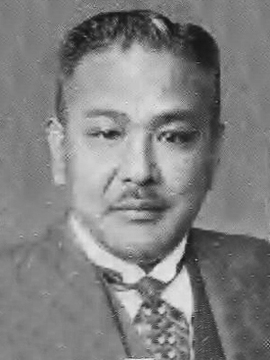
總務長官：齋藤樹

### 成員變動

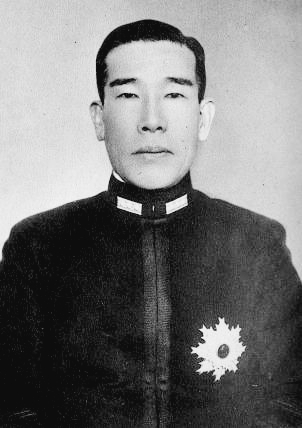
臺灣總督：長谷川清（辭職）

## 大事記

### 1月
- 1月11日——美機數架夜襲高雄、鹽水港附近[1]:1348。
- 1月28日——大東亞航空株式會社設立，以製造飛機零件及修理工作[1]:1348。

### 2月
- 2月3日——臺灣總督府公布「臺灣產業金庫令」，自2月16日起施行（4月1日，設立臺灣產業金庫。）[1]:1348。

### 3月
- 3月17日——臺北二中畢業、臺北帝國大學醫學部學生蔡忠恕倡議義大利已投降、德軍也支撐不久，盟軍必全力攻擊日本，臺灣人應趁此裡應外合，推翻日本統治；結果遭人告密，蔡忠恕和帝大同學郭琇琮、二中學弟共20多人被捕，經嚴刑拷打又供出200多同謀，多人慘死獄中[1]:1349。
- 3月26日——臺灣總督府命令全臺灣6家日報：《臺灣日日新報》、《興南新聞》、《臺灣日報》、《高雄新報》、《臺灣新聞》、《東臺灣新聞》，合併為《臺灣新報》；4月1日，發行創刊號[1]:1349。

### 4月
- 4月17日——國民政府在重慶成立臺灣調查委員會，準備日本投降後接收臺灣之各項計畫[1]:1349。

### 5月
- 5月11日——大東信託、臺灣興業信托、屏東信託3株式會社合併為臺灣信託株式會社[1]:1349。

### 6月
- 6月18日——臺灣總督府發表「過大稠密之都市住民疏散要綱」，指定臺北、基隆、臺南、高雄4市為應疏散地[1]:1350。

### 7月
- 7月15日——臺灣總督府舉行全臺戶口總檢查[1]:1350。

### 8月
- 8月22日——臺灣進入備戰狀態，總督府連日召開警備、防空會議[1]:1350。

### 9月
- 9月1日——臺灣總督府公布臺灣實施徵兵制之諭告[1]:1350。

### 10月
- 10月12日——美機千架襲臺，軍港及工業重鎮高雄港受災最嚴重，港內沈船達170餘艘，幾乎成為死港[1]:1350[2]。
- 10月13日——盟軍轟炸花蓮地區。
- 10月14日——美軍艦隊集結臺東外海，在臺日本空軍迎戰，雙方在東海岸上空激戰；美軍B-29轟炸機232架密集轟炸南部工業區[1]:1350。
- 10月16日——在臺日本軍機107架攻擊美國艦隊，多被殲滅，只擊中1艘巡洋艦[1]:1350。
- 10月17日——盟軍轟炸台南市。
- 10月25日——臺灣總督府發表自10月12日至10月14日，盟機連日來襲，計有非戰鬥員281人被炸死，358人負傷，房屋被焚10萬多戶，災情慘重[1]:1350。

### 11月
- 11月7日——因遭空襲威脅，臺北、基隆兩市擬設為防空城市[1]:1351。
- 11月15日——臺灣總督府嚴禁臺灣民眾收聽短波；美、日兩軍在臺灣近海發生海空大戰，戰爭持續到11月17日[1]:1351。

### 12月
- 12月30日——日本陸軍上將、臺灣軍司令官安藤利吉就任第十九任臺灣總督；瑞芳事件爆發，李建興等500餘人被捕，有300餘人死於獄中[1]:1351。

## 出生
参见： 1944年出生
- 1月9日——王拓，原名王紘久，基隆市八斗子人，鄉土文學作家。（2016年逝世）
- 1月13日——江義雄，嘉義市人
- 1月20日——謝在全：法學家、法官、政治人物，曾任司法院代理院長、司法院副院長、民事廳廳長、司法官訓練所所長、大法官、台中地方法院法官。
- 1月22日——朱安雄，政治人物。曾任高雄市議會議長，因第六屆議長選舉賄選案被判刑逃亡中。
- 1月25日——陳健治，政治人物。曾任臺北市議會議長。
- 1月30日——石松：演員、主持人。
- 2月4日——
  - 釋心定：佛寺住持。
  - 蔡武璋：兩岸交流推行者，曾任台灣一國兩制研究協會理事長、嘉農發展基金會總裁。
- 2月5日——林政則，新竹市人，政治人物、教育學者。
- 3月1日——郭金發：歌手、廣播主持人。
- 3月3日——陳節如：政治人物、人權運動人士，曾任立法委員、勞工委員會委員。
- 3月11日——陳武雄，詩人、農業學者。曾任農委會主委。
- 3月15日——紀政，運動員。1968年奧運代表中華民國奪得田徑女子80公尺跨欄銅牌。
- 3月26日——綠魔子：演員，是石橋蓮司之妻。
- 3月30日——石萬壽：歷史學家。
- 4月3日——林孝信：保釣運動人士。
- 4月16日——
  - 陳恆嘉：小說家、教師。
  - 林陵三：政治人物，曾任中華民國交通部部長、台北市捷運工程局局長、公共工程委員會副主任委員、國道新建工程局副局長、台中市副市長。
- 4月24日——江春男：作家、記者、政治評論家。
- 6月6日——
  - 呂秀蓮，台灣女權運動先驅、白色恐怖受難者。中華民國第十、十一任副總統。
  - 李勝彥：經濟學家，曾任中央銀行業務局局長、台灣銀行總經理。
- 6月10日——杜正勝，歷史學者。曾任國立故宮博物院院長、中華民國教育部部長。
- 6月12日——周清玉：政治人物，是姚嘉文之妻，曾任立法委員、彰化縣縣長，也是彰化縣首位女縣長。
- 6月23日——黃明鎮：牧師。
- 6月30日——邱忠均：畫家。
- 7月18日——洪義男：漫畫家。
- 8月4日——洪陸訓：軍事人物。
- 9月3日——林武憲：作家。
- 9月7日——藍美津：政治人物，曾任立法委員、台北市議員。
- 9月8日——
  - 吳晟：作家、生物科教師、環保運動人士，是吳音寧之父。
  - 曾志朗：心理學家、政治人物，曾任中華民國教育部部長、中央研究院副院長、文化建設委員會主任委員、國立陽明大學校長。
- 9月10日——陳信雄：電機工程學家，曾任國立清華大學代理校長、國立清華大學副校長、國立清華大學物理系主任兼研究所所長。
- 9月15日——黃煌雄，黨外運動作家。致力於台灣近代民族運動史研究，最早撰寫《蔣渭水傳》。後出任立委、監察委員。
- 9月22日——陳金德：政治人物，曾任臺北縣議員、臺灣省議員、監察委員。
- 9月29日——蔡清彥：大氣科學家、政治人物，曾任中央氣象局局長、民用航空局局長、國家科學委員會副主任委員。
- 10月2日——黃秀孟：政治人物、教師，曾任立法委員。
- 10月4日——趙藤雄：企業家，是遠雄集團創辦人。
- 10月26日——楊麗花：演員、製作人，是歌仔戲名伶。
- 10月30日——劉玉山：政治人物，曾任監察委員、行政院秘書長。
- 11月15日——吳福祥：土木工程學家、政治人物，曾任高速鐵路工程局局長。
- 12月2日——張明雄：政治人物，曾任立法委員、南投縣議員、竹山鎮鎮長。
- 12月17日——林中森，政治人物。
- 12月18日——施振榮：企業家，是施宣輝之父，為宏碁創辦人。

## 逝世
- 2月19日——陳純精，日治時期政治人物，曾任羅東街長。（1878年出生）
- 6月5日——林修二，詩人。（1914年出生）
- 6月11日——鄧雨賢，客家籍音樂家。代表作有《雨夜花》、《望春風》、《月夜愁》、《四季紅》。（1906年出生）